# Domenico Bartolini
Domenico Bartolini (* 16. Mai 1813 in Rom; † 2. Oktober 1887 in Florenz) war ein Kurienkardinal der katholischen Kirche.

## Leben
Er war der außereheliche Sohn eines Händlers aus der Kampagnien und studierte am römischen Seminar. Als Kanoniker der Basilika San Marco machte er 1843 bedeutende archäologische Entdeckungen.
Papst Pius IX. erhob ihn im Konsistorium vom 18. März 1875 zum Kardinaldiakon mit der Titeldiakonie San Nicola in Carcere. 1876 wechselte er zu San Marco. Bartolini war 1878–1886 Präfekt der Rituskongregation. Im Jahre 1878 nahm er am Konklave teil, das Papst Leo XIII. wählte. Unter diesem Papst war er vom 15. Juli 1878 bis zu seinem Tode Präfekt der Ritenkongregation.
Bartolini verfasste einige archäologische, hagiographische und geschichtliche Schriften.